# Son Crespí de Passatemps
Son Crespí és una possessió del terme de Santa Maria del Camí, en el lloc de Passatemps, situada al peu del vessant septentrional del puig de Son Seguí. Confronta amb Son Borràs, Son Seguí, sa Basseta i el camí de Sencelles.
El 1527 Jaume Gelabert i Miquel Mas varen vendre, per 30 lliures, un rafal en el lloc de Passatemps a Miquel Crespí. El 1598 tenia cases, conreus de cereals i lli, ramaderia porquina, aviram i 34 caseres d'abelles. El 1742 s'hi documenten vinyes, conreus de lleguminoses, una guarda d'ovelles i indiots, amb les pertinences de sa Tanca de sa Basseta, sa Vinya de Pòrtola i ses Tanques Rotes.
Tenia la posada a Santa Maria del Camí, amb celler i un gran cup de pedra viva.